# 松本創
松本 創（まつもと はじむ、1970年 - ）は、日本のノンフィクション作家、フリーランスのライター、編集者。

## 人物・来歴
大阪府生まれ。少年期を吹田市や豊中市、仙台市や青森市で過ごし、函館ラ・サール高等学校で寮生活を経験した。同志社大学経済学部卒業後、1992年神戸新聞社入社。記者として、阪神・淡路大震災の取材、支局や整理部などを経て2006年3月退社後、フリーランスとして関西を中心にさまざまな媒体に寄稿している。
2016年には『誰が「橋下徹」をつくったか：大阪都構想とメディアの迷走』が日本ジャーナリスト会議賞を受賞し、広く知られるようになった。2019年には、『軌道：福知山線脱線事故 JR西日本を変えた闘い』が講談社本田靖春ノンフィクション賞、井植文化賞を受賞した。

## 著書

### 単著
- 『日本人のひたむきな生き方』講談社、2015年7月。ISBN　978-4-06-219632-1
- 『誰が「橋下徹」をつくったか：大阪都構想とメディアの迷走』140B、2015年11月。 ISBN　978-4-903993-23-2
- 『軌道：福知山線脱線事故 JR西日本を変えた闘い』東洋経済新報社、2018年4月。 / 新潮文庫、2021年4月。ISBN　978-4-10-102681-7
- 『地方メディアの逆襲』筑摩書房〈ちくま新書〉、2021年12月7日。ISBN 978-4480074454。

### 編著
- 『大阪・関西万博「失敗」の本質』ちくま新書、2024年8月。ISBN　978-4-480-07641-0

### 共著・共編
- 『ふたつの震災：〈1・17〉の神戸から〈3・11〉の東北へ』西岡研介共著、講談社、2012年4月。 ISBN　978-4-06-217580-7
- 『生きるためのサッカー：ブラジル、札幌、神戸 転がるボールを追いかけて』ネルソン松原著、サウダージ・ブックス、2014年6月。
  - 松本創：取材・構成、小笠原博毅：取材・解説。 ISBN　978-4-907473-04-4
- 『水道筋読本：商店街と市場のある暮らし』慈憲一・松本創・永井和浩：企画・編集、水道筋商店街協同組合、2021年2月。全国書誌番号:23498169

### 連載
- 「みちのくフード記：神戸 ⇔ 東北『食』の縁」全13回、140B公式サイト、2015年3月 - 同年12月[12]。

## 出演

### 映画
- 劇場版 センキョナンデス（2023年2月18日、監督：ダースレイダー、プチ鹿島）

### ウェブ番組
- ポリタスTV（YouTube、2023年7月4日）